# Fredrik Östberg
Fredrik Östberg (* 12. Februar 1979 in Sollentuna) ist ein ehemaliger schwedischer Skilangläufer.

## Werdegang
Östberg, der für den Falun-Borlänge SK startete, lief international erstmals bei den Junioren-Skiweltmeisterschaften 1997 in Canmore. Dort belegte er den 19. Platz über 10 km klassisch und den sechsten Rang mit der Staffel. Im folgenden Jahr errang er bei den Junioren-Skiweltmeisterschaften in Pontresina bei den 18. Platz über 30 km klassisch und den 14. Platz über 10 km Freistil. Sein Debüt im Weltcup hatte er im März 1998 in Falun, das er zusammen mit seinem Bruder Mikael auf dem vierten Platz im Teamsprint beendete. Bei den Junioren-Skiweltmeisterschaften 1999 in Saalfelden gewann er die Silbermedaille mit der Staffel. Im November 1999 absolvierte er in Kiruna sein erstes Einzelrennen im Weltcup, welches er auf dem 70. Platz über 10 km klassisch beendete. Sein erstes Rennen im Continental-Cup lief er im Dezember 2000 in Orsa und belegte dabei den 12. Platz über 15 km klassisch. Bei den inoffiziellen U23-Weltmeisterschaften 2002 im Val di Fiemme gewann er die Goldmedaille im 30-km-Massenstartrennen. Zudem wurde er dort jeweils Fünfter im Sprint und im Skiathlon. Beim Weltcup in Falun im März 2002 holte er mit dem achten Platz im Skiathlon seine ersten Weltcuppunkte und erreichte tags darauf mit dem zweiten Platz mit der Staffel seine erste und einzige Podestplatzierung im Weltcup. In der Saison 2002/03 gelang ihn mit zwei Platzierungen unter den ersten Zehn der 41. Platz im Gesamtweltcup und den 21. Rang im Sprintweltcup. Im Februar 2003 wurde er Dritter beim Wasalauf. Bei den nordischen Skiweltmeisterschaften 2005 in Oberstdorf belegte er den 24. Platz im Sprint. Zu Beginn der Saison 2005/06 erreichte er in Düsseldorf mit dem vierten Platz im Sprint sein bestes Ergebnis im Weltcupeinzel. Im weiteren Saisonverlauf kam er fünfmal bei Weltcupsprints in die Punkteränge und errang damit den 19. Platz im Sprintweltcup. In der Saison 2007/08 kam er im Scandinavian-Cup fünfmal unter die ersten Zehn, darunter jeweils Platz zwei über 15 km klassisch in Vuokatti und 14 km klassisch in Jõulumäe und belegte damit zweiten Platz in der Gesamtwertung. Sein letztes internationales Rennen absolvierte er im März 2010. Dabei errang er beim Wasalauf den fünften Platz.

## Siege bei Continental-Cup-Rennen
| Nr. | Datum            | Ort           | Disziplin           | Serie           |
| --- | ---------------- | ------------- | ------------------- | --------------- |
| 1.  | 10. Februar 2002 | Val di Fiemme | 30 km Freistil Mst. | Continental Cup |

## Weltcup-Gesamtplatzierungen
| Saison  | Gesamt | Gesamt | Distanz | Distanz | Sprint | Sprint |
| Saison  | Punkte | Platz  | Punkte  | Platz   | Punkte | Platz  |
| ------- | ------ | ------ | ------- | ------- | ------ | ------ |
| 2001/02 | 32     | 81.    | -       | -       | -      | -      |
| 2002/03 | 115    | 41.    | -       | -       | 98     | 21.    |
| 2003/04 | 29     | 89.    | 13      | 85.     | 16     | 57.    |
| 2004/05 | 24     | 92.    | -       | -       | 24     | 45.    |
| 2005/06 | 114    | 47.    | -       | -       | 114    | 19.    |
| 2006/07 | 50     | 70.    | 4       | 103.    | 46     | 36.    |